# العشق الحرام (مسلسل)
الحب الممنوع هو مسلسل درامي اجتماعي سوري يركز بشكل رئيسي على مفهوم التبني، ويعرض مجموعة من قصص الحب التي قد تتناول قضايا محرّمة في المجتمع أو تقوم على أسس غير صحيحة.

## قصة العمل
العمل يطرح قضية اجتماعية حساسة للمجتمع العربي عموما، حيث يسلط الضوء على علاقات حب محرّمة دينياً واجتماعياً، ويخوض في مسألة زواج «اللقيط»، ليصل الحد إلى علاقة حب بين مربٍّ لفتاة لقيطة والفتاة نفسها، وعلى خلفية هذه القضية تتحرك باقي قصص المسلسل وتتفاعل الشخصيات مع الشخصيتين الرئيستين بحيث تصطف المواقف مابين مع أو ضد هذا الحب المحرم من خلال الصداقة والقرابة. انطلق تصوير «العشق الحرام» بالتزامن مع بدء الحرب في سوريا منذ أواسط شهر آذار 2011، معظم أماكن التصوير هي لمشاهد خارجية، وتنقلت فيها كاميرا تامر إسحاق بين شوارع دمشق، ومناطق الغوطة المحيطة بها.

## الممثلون
| - عباس النوري (الدكتور وائل) - باسم ياخور (سمير) - قصي خولي (يزن) - كندة علوش (سارة) - سلمى المصري (أمل) | - خالد تاجا (أسعد) - سليم كلاس (أبو شاهر) - هبة نور (أميرة) - سعد مينه (شاهر) - ليليا الأطرش (سلمى) - جانيار حسن | - لمى إبراهيم (منال) - ميرنا-شلفون (ريم) - يامن الحجلي (سالم) - لينا ذياب (لينا) |

## أدوار الممثلين
- يجسد الفنان عباس النوري بطولة العمل بدور «دكتور وائل» في كلية هندسة العمارة بجامعة دمشق، وهو رجل معقَّد ينضح بعكس ما يظهر أمام الناس، ويواجه في حياته حبًا محرّمًا تشوبه مئة شائبة من الناحية العرفية والاجتماعية لكونه يحب خلال أحداث العمل الفتاة التي تبناها.[2]
- ويجسد الفنان باسم ياخور دور «سمير»، تطرح الشخصية طبيعة العلاقة الإنسانية بينه وبين أخيه الذي يعاني من إعاقة، حيث تتطور هذه العلاقة بين أحد الأخين الذي يجد نفسه مسؤولاً من الناحية الإنسانية عن أخيه المعاق، إلى أن تصيبه حالة من اليأس والملل والإهمال تنتهي بقراره بوضع أخيه في مأوى العجزة، كما تصور هذه الشخصية كيفية التعامل مع هذا الامتحان الإنساني ودرجة تحمل هذه المسؤولية الإنسانية. شاب طموح جدا ولكن هذا الطموح أعماه عن كثير من الحقائق الإنسانية بمحيطه ومحيط حياته والعاطفة والعائلة أيضاً بحيث يضطر أن يتخلى عن الكثير من المسائل التي تشكل مبادئ معينة بحياته حتى يحقق ثروة، يعمل في إحدى شركات التأمين غير المرخصة ويتعامل معها بطريقة تحت الطاولة يجلب لها الزبائن ويتعامل معهم بطريقة ربما غير قانونية وتدخل هذه الحالة بصميم الأحداث.[2]
- ويجسد في هذا المسلسل الفنان قصي خولي أيضا شخصية يزن وهو شاب ضرير خلوق يرفض الاستسلام لإعاقته لكونه إنسانًا متواضعًا ومحبًا للحياة، وهو من أسرة ميسورة، يفقد والدته منذ الصغر، تربطه علاقة إنسانية جميلة بفتاة، تسير الشخصية ضمن خط اجتماعي بحيث يسلط الضوء على هذه الفئة التي تعيش بيننا من خلال علاقة يزن بالشاب المعوق سالم وتطور هذه العلاقة لصداقة عميقة تتجوهر من خلالها تضحية سالم بقرينته ليزن ليمنح فرصة جديدة ليحيى كإنسان طبيعي ينعم بنعمة النظر.[3]
- وتلعب الفنانة السورية كندة علوش دور الفتاة اللقيطة التي يتبناها النوري، وهي طالبة في كلية العمارة، وهي فتاة عفوية وتلقائية جدًّا في علاقتها مع الناس، مما يجعلها تفهم بشكل خاطئ، وتشوب علاقتها بوالدها بالتبني أمور غير طبيعية.[2]
- الفنانة سلمى المصري تلعب دور أمل وهي امرأة أرملة تقدمت نوعا ما في السن، لكنها تدخل في مرحلة الفراغ العاطفي الذي يكاد يقتل صاحبه، فتضطر لإقامة أي علاقة حب، فيكون لها ذلك لكن مع شاب يصغرها بعشرين عاما، فتقع الكثير من المشكلات التي لم تكن تحتاج إليها لولا ذلك الفراغ العاطفي، يرتبط ذلك الشاب بعد فترة من ابنة شقيقها، لتأخذ الأحداث مجرى آخر.[4]
- أما هبة نور فتلعب شخصية أميرة، فتاة طيبة ولكنها في نفس الوقت متمكنة من ذاتها، هي شخصية لها مشاكلها الخاصة، هذه المشاكل التي تتنوع بين أخيها المعاق وأخيها الآخر وزوجها الذي تشك بوجود علاقة بينه وبين امرأة أخرى وحماتها التي لا تحبها وتكيد لها المكائد.[2]
- الفنان سعد مينه يلعب دور شاهر وهي كسائر الشخصيات الشبابية في هذا العمل سلوكها الاجتماعي قائم على المحرّمات وتحمل كمّ كبير من القذارة، والتي تبرّرها النفس البشرية !و رغم أن المقولة السائدة أن (الشب ما بيعيبو شي) ولكن هذه المقولة خاطئة، فالرجل هو نصف المجتمع وهو رب الأسرة وليس مقبولا ً أن يتمتع بكل هذه السلوكيات السلبية من يشكل نصف المجتمع وينشئ أُسره ! [2]
- الفنانة المتألقة ليليا الأطرش تجسد شخصية سلمى، وهي فتاة تعيش بعض الظروف الصعبة وتحمل بعض التناقضات في شخصيتها، وتتعرض لحدث معين يغير لها مسار حياتها، ولا تتمكن من التخلص من ماضيها مما يجعلها تواجه بعض المشكلات. فهي شخصية تحمل جوانب إيجابية وسلبية معاً، لأنها شخصية مظلومة، ظلمها الزمن وظلمها المجتمع.[2]
- الفنانة الشابة لمى إبراهيم تلعب دور منال طالبة هندسة عمارة سنة أخيرة وتشتغل على مشروع التخرج، شخصية إيجابية، تعيش مع أب (سليم كلاس) وأخ وزوجة الأب، وتعاني حالة شجار دائم مع زوجة الأب على مسائل صغيرة بينما علاقتها مع والدها وأخيها طبيعية. أخوها يعيش حالة حب مع صديقتها والذي يروي لها دائماً تفاصيل العلاقة..منال هي الناصح لزميلاتها في الجامعة على الدوام، لديها علاقة حب من طرف واحد مع صديق أخيها ولكنها لا تصارحه بذلك. تتخرج من الجامعة ولكنها لا تعمل بمجال الهندسة، وذلك لظروف تمرّ بها تفرض عليها ضرورة العمل.[2]
- تشارك الممثلة السورية ميرنا شلفون بدور ريم التي تلعب شخصية فتاة جامعية تدخل في إشكالات مع أحد الأساتذة، فتعمل على الانتقام بقدر إمكانها، لكن هذا يعرضها للكثير من المطبات والمشكلات في سبيلها نحو الثأر الذي لا يتحقق.[2]
- الفنان الشاب يامن الحجلي يؤدي شخصية سالم، شاب بالعشرينات من عمره، مصاب بشلل دماغي من المرحلة الأولى، ضمن أسرة من أخ وأخت مع غياب الأب والأم، يتكلم العمل عن تأثير المرض على حياة المصابين به اليومية رغم امتلاكهم لطاقات فظيعة يعيقها المرض.[2]
- وتشارك الشابة السورية لينا ذياب في بطولة العمل، تجسد شخصية فتاة صغيرة السن تتزوج برجل يكبرها سناً من أجل ثرائه (خالد تاجا)، لكن تظهر في حياتها قصة حب قديمة تهدم حياتها الزوجية وتغيرها جذرياً.[2]

## طاقم العمل والإنتاج[5]
| - المخرج: تامر إسحاق - تأليف وسيناريو وحوار: بشار بطرس وتامر إسحاق - مدير التصوير: حسين جوهر - مدير الإضاءة: بيبرس جركس | - قسم الملابس: فادي عبدتش (مشرف ملابس) - قسم المونتاج: هشام الترياقي (مونتاج) - قسم الماكياج: زياد رمضان (ماكياج) - الموسيقا التصويرية والشارة: الفنان هيثم زياد | - كلمات الشارة: يوسف سليمان - غناء الشارة: الفنانة دينا حايك - قسم الإنتاج: شركة غولدن لاين للإنتاج والتوزيع الفني - مدير الإنتاج: يامن ست البنين | - قسم الصوت: فادي طوبال (مشرف صوت) - مساعد مخرج: أحمد حمادة - سنة التصوير: 2011 / دمشق-سوريا - توقيت العرض: رمضان 2011 |

## رؤية المخرج
عمل اجتماعي يطرح قضايا تدور حول مشاكل العشق الموجودة في مجتمعاتنا العربية عمومًا، والسورية خصوصًا، فهو يصوِّر تفاصيل دقيقة ومهمة لم تتطرق إليها الدراما من قبل، وهذه ميزة الدراما السورية، وميزة ما يحب أن يُخرج من أعمال، فهو يحتوي على جرأة في طرح القضية، وليس جرأة في تصوير المشهد، خصوصًا أن العمل يتحدث عن علاقات الحب الممنوعة، كما أن المسلسل يسعى إلى الاقتراب من الخطوط الحمراء في المجتمع، لكن من دون أن يتجاوزها. وبحسب كاتب العمل ومخرجه، لا يخوض مسلسل «العشق الحرام» مطلقاً في أيٍ من المحرمـّات الدينية، بقدر ما يتناول مجموعة من القصص غير المقبولة على المستوى الاجتماعي، كقصص الحب المستحيلة التي تصطدم بمشاكل اجتماعية شديدة الخصوصية، كأن يحب أستاذ جامعي الفتاة التي تربـّت في كنفه منذ الصغر، وما يمكن أن يقود إليه هذا الحب من صراع عائلي وأخلاقي، ووجهة نظر الدين في هذا النوع من الصراع، فضلاً عن قصص حبٍ أخرى كمحبة الصديق لصديقه، خاصة إذا كان هذا الصديق يعاني نوعاً من الإعاقة (ضرير) وكان مستعداً للتضحية في سبيل إثبات صدق محبته، ومن هذا المحور يتطرق المسلسل إلى طريقة تعامل المجتمع مع ذوي الاحتياجات الخاصة، ويغوص في جذور هذه المشكلة. وعن نسبة الجرأة الموجودة في العمل، أضاف المخرج أن: "العمل يتناول مجموعة من قصص الحب ضمن ثلاثة خطوط رئيسة، ويسلط الضوء على العلاقات العاطفية الخاطئة والمحرمة من الناحية الأخلاقية والشرعية، كما هناك خط تبني الأولاد، وعلى الرغم من أن موضوع العمل جريء بحد ذاته، ولكن لا أعتقد أنه يتجاوز الخطوط الحمراء، فأنا في النهاية أحد أبناء هذا المجتمع، ولا يمكن أن أقدّم في أعمالي ما يخرق عاداته وتقاليده، أو يخدش حياء الناس.

## النقد
تعرّض المسلسل السوري (العشق الحرام) لكثير من الانتقادات الصحفية بكثير من الصحف والمجلات العربية مثل صحيفة سما سورية الإلكترونية، صحيفة تشرين السورية، مجلة الفن السورية، وصحيفة الاتحاد الإماراتية. واجه المسلسل الذي عرض في رمضان 2011 تحدياً صعباً من خلال مناقشته لقضية «زنا المحارم». وهو الأمر الذي جعل الكثيرين يصفونه بالانحلال الأخلاقي، بل وطالبوا بوقف عرض المسلسل ومقاضاة القنوات الفضائية التي تقوم بعرضه. شهدت مواقع التواصل الاجتماعي هجوماً عنيفاً على المسلسل وعلى أداء أبطاله.

## رمضان 2011
| - قناة إنفنتي - قناة إنفنتي 2 - قناة أمواج - قناة مجان | - قناة سوريا دراما - قناة الجديد - قناة ارابيا دراما |